# Conan el Bárbaro (historieta)
Conan el Bárbaro, célebre personaje de espada y brujería creado en 1932 por el escritor estadounidense Robert E. Howard, aparece en historietas de manera prácticamente ininterrumpida desde el año 1970. A partir de ese año y aparte de una historieta anterior no oficial (publicada en México), las dos editoriales más importantes que han publicado historietas protagonizadas por Conan han sido Marvel Comics y Dark Horse. Marvel lanzó las colecciones Conan el Bárbaro de 1970 a 1993 y La espada salvaje de Conan de 1974 a 1995. Dark Horse lanzó por su parte su serie de Conan en 2003 y actualmente publica también compilaciones de las historietas de Marvel de los años setenta en formato de novela gráfica.

## Marvel Comics
Los relatos de Howard fueron adaptados más o menos de manera fiel por Marvel de la mano del guionista Roy Thomas y el dibujante Barry Windsor-Smith. Smith fue sustituido posteriormente por John Buscema, mientras Thomas siguió escribiendo muchos años. Otros escritores sobre Conan el Bárbaro fueron Stan Lee, Wally Wood, Jim Owsley (también llamado Christopher Priest) o Michael Fleisher. El escritor de La espada salvaje de Conan fue Thomas y la mayor parte de los dibujos fueron realizados por Buscema, Alfredo Alcala o Gil Kane. También fueron adaptadas como tira de prensa dominical desde el 4 de septiembre de 1978 al 12 de abril de 1981. Al principio escrito por Thomas e ilustrado por Buscema, después fue continuada por otros dibujantes y escritores. Marvel abandonó al personaje a finales de 2000.
Otros títulos Marvel sobre Conan fueron Savage Tales (1971 – 1975), Giant-Size Conan (1974–1975), King Conan/Conan the King (1980–1989), Conan the Adventurer (1994 – 1995), Conan (1995 – 1996), y Conan the Savage (1995 – 1996).
Recientemente, se anunció que Marvel Cómics recuperó los derechos, y sólo desde 2019, luego de 18 años sin tener los derechos, la editorial volverá a publicar las aventuras del personaje, luego del reciente crossover del personaje con la superheroína Wonder Woman.

## Dark Horse Comics
En 2003, la editorial Dark Horse empezó su adaptación de la saga de Conan con el guion de Kurt Busiek y los dibujos Cary Nord. Tim Truman substituyó a Busiek en 2006 cuando este firmó un contrato exclusivo con DC Comics y Tomas Giorello sustituyó a Nord en 2007. Esta serie no respeta la continuidad de las historias de Marvel, pero si los relatos originales de Robert E. Howard. La primera parte se llamó Conan y se compuso de 50 tomos desde 2004 a 2008; la segunda parte se llamó Conan el Cimmerio y empezó en 2008.

## Títulos

### Apariciones principales
| Título                                  | Compañía   | Números       | Fechas        |
| --------------------------------------- | ---------- | ------------- | ------------- |
| Conan the Barbarian                     | Marvel     | #1 - 275      | 1970 – 1993   |
| Conan the Barbarian                     | Marvel     | Anual #1 - 12 | 1973 – 1987   |
| Savage Tales                            | Marvel     | #1 - 5        | 1971 – 1975   |
| The Savage Sword of Conan the Barbarian | Marvel     | #1 - 235      | 1974 – 1995   |
| The Savage Sword of Conan the Barbarian | Marvel     | Anual #1      | 1975          |
| Giant-Size Conan                        | Marvel     | #1 - 5        | 1974 – 1975   |
| King Conan/Conan the King               | Marvel     | #1 - 55       | 1980 – 1989   |
| Handbook of the Conan Universe          | Marvel     | #1            | Enero de 1986 |
| Conan the Adventurer                    | Marvel     | #1 - 14       | 1994 – 1995   |
| Conan the Savage                        | Marvel     | #1 - 10       | 1995 – 1996   |
| Conan                                   | Marvel     | #1 - 11       | 1995 – 1996   |
| Conan                                   | Dark Horse | #0 - 50       | 2003 – 2008   |
| Conan the Cimmerian                     | Dark Horse | #0 - 25       | 2008 - 2010   |
| Conan the Barbarian                     | Dark Horse | #1 -          | 2012 -        |

- Tiras de prensa (4 de septiembre de 1978 – 12 de abril de 1981).

### Miniseries
| Título                            | Compañía   | Números | Fechas    | Notas |
| --------------------------------- | ---------- | ------- | --------- | ----- |
| Conan and the Daughters of Midora | Dark Horse | #1      | 2004      |       |
| Conan and the Demons of Khitai    | Dark Horse | #1 - 4  | 2005–2006 | ‡     |
| Conan and the Jewels of Gwahlur   | Dark Horse | #1 - 3  | 2005      |       |
| Conan and the Midnight God        | Dark Horse | #1 - 5  | 2005      |       |
| Conan and the Songs of the Dead   | Dark Horse | #1 - 5  | 2006      |       |
| Conan: Book of Thoth              | Dark Horse | #1 - 4  | 2006      |       |

### Reimpresiones
- Robert E Howard's Conan: The Frost Giant's Daughter

### Adaptaciones
| Historia                   | Compañía   | Serie                 | Tomos      | Notas |
| The Frost Giant's Daughter | Marvel     | Conan the Barbarian   | #16        | - Colección en: - Conan The Barbarian volumen 4. - The Chronicles of Conan volumen 2: Rogues in the House and Other Stories.                          |
| The Frost Giant's Daughter | Marvel     | Savage Sword of Conan | #1         | - Colección en: The Savage Sword of Conan volumen 3.                                                                                                  |
| The Frost Giant's Daughter | Dark Horse | Conan                 | #2         | - Reimpreso como Robert E. Howard's Conan: The Frost Giant's Daughter. - Colección en: Conan volumen 1: The Frost Giant's Daughter and Other Stories. |
| The God in the Bowl        | Marvel     | Conan the Barbarian   | #7         | - Colección en: The Chronicles of Conan volumen 1: The Tower of the Elephant and Other Stories                                                        |
| The God in the Bowl        | Dark Horse | Conan                 | #10 & #11. | - Colección en: Conan volumen 2: The God in the Bowl And Other Stories.                                                                               |
| The Tower of the Elephant  | Dark Horse | Conan                 | #20 - #22. | |
| The Hall of the Dead       | Dark Horse | Conan                 | #29 - 31.  | |
| Rogues in the House        | Dark Horse | Conan                 | #41 - 44.  | |
| The Hand of Nergal         | Dark Horse | Conan                 | #47 - 50.  | |

## Vulcano el Bárbaro
En las traducciones al español de las historietas de Conan, el personaje siempre conservó su nombre original con excepción de una colección mexicana de principios de los años 1970: en dicha colección, publicada por la editorial EdiPres del 31 de agosto de 1971 al 30 de septiembre de 1973, el nombre de «Conan the Barbarian» fue substituido, en la traducción al español de EdiPres, por «Vulcano el Bárbaro». En posteriores publicaciones mexicanas, como las de las series «Avestruz» y «Águila», que ediciones Novaro publicó en 1980 y 1981 respectivamente, el personaje fue traducido como «Conan el Bárbaro», el nombre habitual en las publicaciones de lengua española.